# Luxemburgo en los Juegos Olímpicos de Los Ángeles 2028
Luxemburgo participará en los Juegos Olímpicos de Los Ángeles 2028. Responsable del equipo olímpico es el Comité Olímpico y Deportivo Luxemburgués, así como las federaciones deportivas nacionales de cada deporte con participación.